# Кайсен Тетяна Сергіївна
Тетя́на Сергі́ївна Ка́йсен (* 2000) — українська легкоатлетка-спринтерка.

## Життєпис
Народилася 2000 року. Вихованка криворізької ДЮСШ № 7.
Здобула перший міжнародний досвід на молодіжному чемпіонаті Європи 2016 року в Тбілісі, де вибула у першому раунді в бігу на 400 метрів.
2017 року на чемпіонаті світу U18 у Найробі дійшла до півфіналу на дистанції 200 метрів, де вибула з результатом 24,78 с.
У 2018 році не здобула задовільний результат на чемпіонаті світу U20 в Тампере на дистанції 400 метрів.
На Чемпіонаті Європи з легкої атлетики U20-2019 зійшла з дистанції на 200 метрів у попередньому раунді та фінішувала восьмою в естафеті.
- Чемпіонат України з легкої атлетики 2019 — золота нагорода; 200 метрів
- Чемпіонат України з легкої атлетики 2020 — бронзова нагорода; 200 метрів
- Чемпіонат України з легкої атлетики в приміщенні 2020 — бронзова нагорода
- Чемпіонат України з легкої атлетики в приміщенні 2021 — учасниця
- Чемпіонат України з легкої атлетики 2022 — срібна нагорода

Особисті рекорди
- 200 метрів: 23,66 с, 23 серпня 2019 в Луцьку
- 200 метрів : 23,28 с, 20 червня 2023 в Хожув ( Польща )
- 200 метрів (у приміщенні): 24,14 с, 1 лютого 2020 в Сумах
- 200 метрів : ( у приміщенні): 23,99 с , 19 лютого 2023
- 400 метрів: 54,16с, 11 червня 2019 в Кропивницькому
- 400 метрів (у приміщенні): 54,91 с, 31 січня 2020 в Сумах